# Blue Rock
Blue Rock is het derde en laatste album van The Cross, de band van Queen-drummer Roger Taylor. Net zoals het vorige album Mad, Bad and Dangerous to Know, maar tegenstelling tot het eerste album Shove It heeft dit album geen dance-invloeden, maar is het een echt rockalbum. Het album wordt niet meer gedrukt en is dan ook een moeilijk te vinden item. Spike Edney heeft veel bijgedragen aan dit album, hij schreef zeven van de tien tracks.
Omdat hun vorige albums flopten, werd dit album alleen uitgebracht in Duitsland, Japan, Italië (vinyl) en Frankrijk (cassette). Dit album flopte echter ook en The Cross ging twee jaar later uit elkaar.

## Tracklist
1. "Bad Attitude" (Noone/Moss/Edney/Macrae/Taylor) - 4:45
2. "New Dark Ages" (Taylor) - 4:58
3. "Dirty Mind" (Edney) - 3:30
4. "Baby It's Alright" (Edney) - 4:06
5. "Ain't Put Nothin' Down" (Moss) - 4:30
6. "The Also Rans" (Taylor) - 5:27
7. "Millionaire" (Moss/Edney/Noone/Macrae) - 3:43
8. "Put It All Down for Love" (Edney) - 3:34
9. "Hand of Fools" (Noone/Edney) - 4:31
10. "Life Changes" (Moss/Noone/Edney/Macrae) - 5:56